# Бен Зігмунд
Бен Зігмунд англ. Ben Sigmund; нар. 3 лютого 1981, Бленгейм, Нова Зеландія) — новозеландський футболіст, захисник «Wellington Phoenix» та  національної збірної Нової Зеландії.

## Клубна кар'єра
Бен Зігмунд виступав в новозеландських командах «Canterbury United», «Auckland City», «Fawkner Blues», «Wellington Phoenix».  Учасник фінальної частини 19-го Чемпіонату світу з футболу 2010 в Південно-Африканський Республіці.

## Титули і досягнення
- Переможець Юнацького чемпіонату ОФК: 1997
- Володар Кубка націй ОФК: 2008
- Бронзовий призер Кубка націй ОФК: 2012